# Erdőfelek község
Erdőfelek község (románul: Comuna Feleacu) község Kolozs megyében, Romániában. Központja Erdőfelek, beosztott falvai Bányabükk, Györgyfalva, Kaszoly, Seregélyes. 2008 óta Kolozsvár metropolisztérség része.

## Népessége
A 2011-es népszámlálás adatai alapján a község népessége 3923 fő volt, ami növekedést jelent a 2002-ben feljegyzett 3810 főhöz képest. A lakosság többsége román (72,22%), emellett a község területén magyarok (22,79%) és romák (2,52%) laknak. A vallási hovatartozás szempontjából a lakosok többsége ortodox (66,53%), és jelen vannak a reformátusok (18,79%), pünkösdisták (6,53%) és római katolikusok (3,29%).

## Nevezetességei
A községből az alábbi épületek szerepelnek a romániai műemlékek jegyzékében:
- az erdőfeleki Szent Paraszkiva-templom (LMI-kódja CJ-II-m-A-07613)
- a györgyfalvi római katolikus templom (CJ-II-m-A-07622)

Országos jelentőségű természetvédelmi terület a Malom-völgy, megyei jelentőségű természetvédelmi terület az Őzek völgye.

## Híres emberek
- Erdőfeleken született 1820-ban Ștefan Micle, az első román egyetemi fizikatanár, 1867 és 1875 között a jászvásári egyetem rektora, Veronica Micle férje
- Györgyfalván született 1940. március 19-én Venczel János grafikusművész.